# Aeroportul San Luis Río Colorado
Aeroportul San Luis Río Colorado (IATA: UAC, ICAO: MM76) este un aeroport din Sonora, Mexic ce deservește zona San Luis Río Colorado. A fost numit după zona deservită.
Situat la o altitudine de 15 m, aeroportul dispune de o singură pistă.